# Penny Hardaway
Pour les articles homonymes, voir Hardaway.
Anfernee Deon « Penny » Hardaway (né le 18 juillet 1971 à Memphis, Tennessee) est un joueur américain reconverti entraîneur de basket-ball. Pendant sa carrière de joueur, il évolue aux postes d'arrière ou de meneur de jeu (« combo guard »).
Après une carrière universitaire passée avec les Tigers de Memphis, il rejoint la NBA : les Warriors de Golden State le sélectionnent en troisième position de la draft 1993, mais il est échangé contre Chris Webber et rejoint le Magic d'Orlando. Il joue ensuite avec les Suns de Phoenix, les Knicks de New York et le Heat de Miami. Durant sa carrière, il obtient quatre participations au NBA All-Star Game.
Il est également champion olympique lors de l'édition des Jeux olympiques d'été de 1996.
Il n'a aucun lien de famille avec Tim Hardaway.

## Biographie

### Carrière de joueur
Hardaway a failli ne jamais pouvoir devenir professionnel en basket-ball, à cause d'une balle de revolver reçue dans la cheville lors d'une rixe dans son quartier pendant sa préadolescence[réf. nécessaire].
Penny Hardaway est sélectionné en troisième position de la draft 1993 de la NBA par les Warriors de Golden State et il est aussitôt été échangé avec le Magic d'Orlando contre Chris Webber.
Il est le meneur de la prometteuse équipe d'Orlando, finaliste en 1995 face aux Rockets de Houston d'Hakeem Olajuwon et de Clyde Drexler (lourde défaite 4 victoires à 0). Il forme alors avec Shaquille O'Neal un des meilleurs duos de la ligue. Durant l'été 1996, celui-ci signe aux Lakers de Los Angeles et Penny Hardaway reste.
Il connaît un premier coup d'arrêt en 1998 à cause d'une grave blessure à la cheville. Orlando doute de lui et le transfère à Phœnix où il va tenter, aux côtés de Jason Kidd, de retrouver, en vain, le niveau de ses premières saisons en Floride.
Sa carrière se résume ensuite à des blessures et à des tentatives de retour. En 2004, il est transféré à New York avec Stephon Marbury, où il devient un joueur de complément dans une équipe moyenne.
En 2006, lors d'un ultime transfert, il est laissé libre par Orlando, qui vient de l'acquérir, mais qui ne souhaite pas le conserver.
En août 2007, Hardaway retrouve O'Neal au Heat de Miami. En décembre 2007, le Heat se sépare d'Hardaway après 16 matchs et une ligne de statistique décevante : 3,8 points, 2,2 passes et 2,2 rebonds en 20,3 minutes par match.

### Carrière d'entraîneur
Le 19 mars 2018, il est nommé entraîneur de l'équipe universitaire des Tigers de Memphis.

## Clubs successifs
- Magic d'Orlando : 1993-1999.
- Suns de Phoenix : 1999-2004.
- Knicks de New York : 2004-2006.
- Heat de Miami : Oct 2007 - Déc 2007.

Statistiques en carrière : 688 matchs / 15,4 points / 5,1 passes décisives et 4,5 rebonds par matchs.

## Palmarès
En sélection nationale
- Médaille d'or aux Jeux olympiques d'été de 1996.

En franchise
- Finales NBA contre les Rockets de Houston en 1995 avec le Magic d'Orlando.
- Champion de la Conférence Est en 1995 avec le Magic d'Orlando.
- Champion de la Division Atlantique en 1995 et 1996 avec le Magic d'Orlando.

Distinctions personnelles
- NBA All-Rookie First Team en 1994.
- MVP du premier Rookie Challenge de l'histoire en 1994.
- All-NBA First Team en 1995 et en 1996.
- All-NBA Third Team en 1997.
- 4 sélections consécutives au NBA All-Star Game en 1995, 1996, 1997 et en 1998.
- Rookie du mois de la NBA lors des mois de janvier et d'avril 1994.
- Joueur du mois de la NBA en novembre 1995.
- Élu 6 fois joueur le plus élégant de la NBA (de 1998 à 2003).[réf. nécessaire]

## Filmographie
- 1993 : Who's the Man? de Ted Demme
- 1994 : Blue Chips